# Quarta Asa
Quarta Asa é um livro de alta fantasia e romance para jovens adultos de 2024, ou " romantasia", da autora americana Rebecca Yarros. É o primeiro livro da série O Empyriano. A versão original foi lançada em 2 de maio de 2023, o romance alcançou sucesso viral na comunidade de leitores BookTok do TikTok, o que contribuiu para seu sucesso na lista de mais vendidos do The New York Times , sendo publicado no Brasil em 24 de outubro de 2023.

## Plano de fundo
Quarta Asa é o primeiro livro da trilogia O Empyriano, sendo o primeiro livro publicado pela Red Tower Books, uma marca da Entangled Publishing. Sua sequência, Chama de ferro, foi lançada em 7 de novembro de 2023, sendo publicado no Brasil em 19 de agosto de 2024.
Violet, a protagonista da história, apresenta muitos sintomas e experiências semelhantes às pessoas com síndromes de Ehlers-Danlos, incluindo dores nas articulações e hipermobilidade, bem como cabelos grisalhos. A condição não é especificamente nomeada no romance, mas a autora confirmou que Violet canonicamente tem a síndrome. Como Rebecca Yarros tem a mesma condição, ela usa o livro como uma forma de ter mais representatividade para pessoas como ela.

## Resumo do enredo
CONTÉM SPOILERS
Apesar de Violet Sorrengail ter tido seu treinamento inicial focada para a Divisão dos Escribas, sua mãe, a General Sorrengail, ordena sua entrada na Divisão dos Cavaleiros, onde ela deverá enfrentar batalhas perigosas contra seus colegas cadetes pelos próximos três anos, que podem custar sua vida, com o objetivo de se preparar para se tornar uma cavaleira de dragões. Ao entrar no escritório de sua mãe, Violet encontra sua irmã Mira, uma experiente cavaleira, argumentando sobre suas preocupações sobre a baixa estatura e a constituição frágil de Violet, consequências de uma doença na infância. Apesar dos apelos de Mira, a General Sorrengail permanece firme em sua decisão, impassível até mesmo pela memória de seu falecido filho Brennan, que morreu heroicamente como um cavaleiro na linha de frente.
Devido suas preocupações com o alistamento e tudo o que vem depois, Mira ajuda Violet em seus preparativos, presenteando-a com um espartilho feito com as escamas de seu dragão para proteger Violet e aconselhando-a a procurar seu amigo de infância, Dain Aetos. Ela também adverte Violet contra interagir com aqueles que têm marcas (chamadas de relíquias) que os identificam como filhos dos rebeldes e que são alistados à força na Divisão dos Cavaleiros como uma forma de "punição".
Para entrar para a Escola de Guerra de Basgiath, todos os cadetes devem enfrentar a difícil tarefa de cruzar o parapeito, um muro estreito que separa a escola de cavaleiros do resto da instituição.
É neste momento que Violet encontra Xaden Riorson, um cadete do terceiro ano e filho do líder da rebelião. Apesar de uma atração inegável, eles nutrem uma inimizade um como o outro devido ao papel do pai de Xaden na morte de Brennan, que foi o motivo pelo qual a mãe de Violet retaliou executando o pai de Xaden e marcando todos os filhos dos rebeldes com a "Relíquia da rebelião".
Enquanto Violet tenta cruzar o parapeito, um outro candidato a cadete chamado Jack tenta assassiná-la, refletindo os desafios que ela enfrentará em Basgiath. Ela escapa das garras de Jack e encontra refúgio em Dain, que a incentiva a fugir e se juntar aos escribas, mas acaba aceitando ela e Rhiannon em seu esquadrão na Segunda Asa. Entretanto, seu esquadrão é transferido para a Quarta Asa, ficando sob o comando de Xaden.
O treinamento de cadetes se intensifica, e Dain alerta Violet sobre as intenções assassinas de Xaden.
Violet se destaca nos estudos devido à sua proeza intelectual adquirida no seu treinamento anterior de escriba, mas enfrenta diversos tipos de agressões durante as sessões de treino, se tornando um alvo pela sua fraqueza física e a reputação de sua mãe.
Para superar suas desvantagens, Violet faz um acordo com Rhiannon, oferecendo-se para lhe ensinar história em troca de ajuda no treinamento de combate, visto que os professores permitem que os cadetes se envolvam em desafios potencialmente letais e Violet tem um alvo em suas costas.
Violet utiliza um diário de seu irmão para descobrir quem são seus oponentes e busca envenená-los antes dos confrontos. Porém certa noite, enquanto procurava pelos ingredientes que precisava, Violet escuta uma reunião clandestina entre os filhos dos rebeldes. Após a conclusão, Xaden a confronta, fazendo um acordo pelo seu silêncio em troca de um favor futuro.
Os cadetes enfrentam a Armadilha, uma pista de obstáculos vertical com o objetivo de simular os desafios de montar em dragões, e a estratégia de Violet ao contornar algumas das regras durante sua subida tem como resultado a aversão de um dos outros líderes.
Seu esquadrão recebe uma audiência com os dragões, e vários cadetes sofrem consequências fatais por seu comportamento desrespeitoso. Entre os dragões está um raro dragão dourado, uma raça conhecida por sua resistência à criação de vínculos com humanos.
Após os cadetes conhecerem os dragões, acontece a Ceifa, onde eles são soltos em um vale na esperança de formar laços com estes dragões, e se tornando Cavaleiros. Ao tentar fugir de Jack e seus cúmplices, Violet percebe que o plano  deles é eliminar o dragão dourado por considerarem uma fraqueza. Ela então decide defender o dragão, sofrendo ferimentos graves no confronto, antes que Xaden e seu dragão, Sgaeyl, cheguem. Violet consegue se defender de seus agressores, e um dragão preto chamado Tairn mata o cadete restante. Surpreendentemente, tanto Tairn quanto o dragão dourado, Andarna, criam um vínculo com Violet, tornando-a a primeira cavaleira da história a comandar dois dragões. Violet descobre que Tairn é companheira consorte de Sgaeyl, dando a Xaden um papel importante e inesperado na sua sobrevivência.
Apesar de ter melhorada seu condicionamento físico, Violet tem dificuldades para manter o equilíbrio em Tairn durante os treinos de voo.
Certa noite, Tairn acorda Violet enquanto seis cadetes que não conseguiram se ligar a dragões, tentam matá-la. Andarna intervém, parando o tempo até que Xaden possa vir em seu auxílio. Violet revela que um cadete veterano permitiu que os intrusos entrassem em seu quarto. Xaden confronta a cadete diante de todo o corpo estudantil, resultando em sua execução.
Xaden e Violet, jovens rebeldes, se reunem com seus dragões, onde descobrem que Andarna, o dragão de Violet, não é uma raça rara, mas sim um filhote, e por isso seu poder de parar o tempo deve ser mantido em segredo até que ela amadureça, pois é vulnerável e pode ser roubado, motivo pelo qual esse tipo de dragão quase nunca era visto por humanos. Diante dessa revelação, novos desenvolvimentos surgem.
Xaden recruta Liam, filho de um colega rebelde, como guarda-costas de Violet. Um momento de paixão entre eles, estimulado por seus dragões, leva a um beijo espontâneo. Violet se encontra em uma situação perigosa contra Jack. Para se defender, ela provoca nele uma reação alérgica.
Na anual Batalha de Esquadrão, os cadetes competem para roubar itens cobiçados dos esquadrões "inimigos". O esquadrão de Violet rouba o mapa de postos militares do General Sorrengail, o que lhes dá a chance de seguir soldados nas linhas de frente.
Ao ganhar a Batalha, o esquadrão de Violet ganha uma visita de campo em um entreposto, onde Violet encontra sua irmã Mira, mas a visita é interrompida por um ataque de grifos voadores de Poromeil.
Mais tarde, durante um jogo de captura da bandeira, Violet salva Liam de um ataque mortal de Jack. No processo, ela manifesta seu poder sinete, um poder único concedido por seu vínculo com seu dragão. Seu sinete é a habilidade de dominar relâmpagos, que ela usa para derrotar Jack.
Naquela noite, Xaden e Violet se envolvem de forma mais íntima.
Porém, Violet insiste que Xaden admita seus sentimentos antes do próximo encontro.
Chega o Dia da Reunificação, uma celebração da derrota dos separatistas e do triunfo da rebelião. Como coincide com o aniversário da morte de Brennan, Violet procura Xaden, que está de luto pela morte de seu pai. Eles finalmente confessam sua atração mútua e têm relações sexuais, porém são interrompidos com o anúncio do ultimo exercício dos Jogos de Guerra.
Xaden lidera um grupo de rebeldes, incluindo Violet, para um entreposto fora do império, seguindo ordens recebidas para os Jogos de Guerra. Lá eles encontram Paladinos com seus Grifos e Xaden admite ter fornecido armas para eles se protegerem na luta contra os venin, seres malignos que corrompem a magia. Violet fica arrasada com a mentira, mas concorda em ajudar na missão depois de descobrir uma carta revelando o ataque iminente de venins em um vilarejo próximo.
Apesar do perigo mortal, o grupo decide lutar ao lado dos Paladinos.
Liam se sacrifica na batalha, enquanto Violet fica gravemente ferida ao garantir a vitória ao utilizar seu poder sinete.
Os sobreviventes buscam abrigo em uma fortaleza abandonada onde Violet fica inconsciente por três dias, se recuperando da batalha e de um ferimento letal. Ao acordar, Xaden jura lealdade e devoção para reconquistar a confiança dela, mas ela continua cética. Quando o romance termina, Brennan entra em cena, revelando que está vivo e dando boas-vindas a Violet na revolução. A história termina com essa revelação, preparando o cenário para a continuação na sequência, Chama de Ferro.

## Personagens

### Personagens principais
- Violet Sorrengail : A protagonista, a história se passar pelo seu ponto de vista. Menor e fisicamente mais fraca que os outros cavaleiros, ela só se junta a Divisão dos Cavaleiros por ordem de sua mãe, a General Lilith Sorrengaill, sendo designada para a Quarta Asa. Em uma reviravolta sem precedentes, ela se une a dois dragões, Tairneanach, ou "Tairn", um dragão preto gigante rabo-de-chicote, e Andarnaurram, ou "Andarna", um dragão dourado rabo-de-pena.
- Xaden Riorson : marcado com Relíquia da rebelião e Dirigente da Quarta Asa que, por meio de seu vínculo com seu dragão Sgaeyl, tem a habilidade de manipular as sombras. Ele é filho de Fen Riorson, um líder rebelde que matou o irmão de Violet e mais tarde foi morto pela mãe de Violet. Por causa disso, Xaden e Violet são incrivelmente hostis um com o outro. Xaden é descrito como uma pessoa extremamente atraente e é um interesse amoroso de Violet. Ligado a Sgaeyl, um dragão azul-marinho rabo-de-adaga.
- Dain Aetos : Melhor amigo de infância de Violet e filho do Coronel Aetos. Um cavaleiro do segundo ano, ele é um líder de esquadrão na Quarta Asa. Por meio de seu vínculo com seu dragão Cath, ele pode ler memórias ao tocar outra pessoa. Ele é o interesse amoroso de Violet. Ligado a Cath, uma rabo-de-espada-vermelho; sinete: retrocognição .
- Rhiannon Matthias : Membro do primeiro ano da Divisão dos Cavaleiros, também é designada para a Quarta Asa. Ela se torna a melhor amiga de Violet. Ligada a Feirge, uma rabo-de-adaga verde; sinete: telecinese .
- Sawyer Henrick : Um calouro repetente, ele e Rhiannon concordam em ajudar Violet no combate corpo a corpo se Violet os ensinar história. Ele se torna um bom amigo de Violet, Rhiannon e Ridoc. Ligado a Sliseag, um rabo-de-espada vermelho; sinete: metalúrgico .
- Ridoc Gamlyn : Um membro do primeiro ano da Divisão dos Cavaleiros, designado para a Quarta Asa. Ele é muito bem humorado e se torna um bom amigo de Violet, Rhiannon e Sawyer. Ligado a Aotrom, uma rabo-de-espada marrom; sinete: manipulação de gelo.
- Liam Mairi : Um Cavaleiro do primeiro ano que cresceu com Xaden depois que seus pais foram mortos por liderar a rebelião. Ligado a Deigh, uma rabo-de-adaga vermelha; sinete: hipermetropia.

### Outros estudantes de Basgiath
- Jack Barlowe : Um violento Cavaleiro do primeiro ano, designado para a Primeira Asa, que toma como missão matar Violet.
- Jesenia Neilwart: uma caloura na Divisão dos Escribas e amiga de Violet

### Oficiais militares notáveis de Navarre
- Lilith Sorrengail: mãe de Violet. Ligado a Aimsir, um dragão marrom com cauda desconhecida; sinete: dominadora de tempestade.
- Mira Sorrengail : irmã mais velha de Violet e formada pela Escola de Guerra Basgiath. Ela se opõe fortemente à decisão de sua mãe de forçar Violet a entrar na Divisão dos Cavaleiros. Ligada a Teine, um dragão verde abo-de-clava; sinete: extensão de proteção/escudo.
- Augustine Melgren : General de todos os exércitos de Navarre. Seu dragão preto rabo-de-espada, Codagh, deu relíquias da rebelião a todos os filhos dos rebeldes, ou "os marcados", oferecendo-lhes alguma proteção do selo de Melgren. Melgren é capaz de ver o resultado de qualquer batalha, exceto quando três ou mais marcados estão reunidos.
- Coronel Aetos: Pai de Dain. Dragão e sinete são desconhecidos.

### Os Mortos Notáveis
- Brennan Sorrengail: irmão de Violet. Sinete: Regeneração.
- (Sem nome) Sorrengail: pai de Violet

## Recepção
O livro teve uma excelente recepção crítica. A Publishers Weekly deu ao livro uma crítica estrelada, destacando sua construção de mundo, personagens e sua "estética acadêmica sexy e sombria ". Já Alana Joli Abbott, em uma crítica para Paste, elogiou o uso de "tropes" familiares, comparando-o, de forma positiva, a sagas de fantasia como Blood Trials de NE Davenport e Corte de Espinhos e Rosas de Sarah J. Maas .
Quarta Asa acabou se tornando um fenômeno viral nas redes sociais através do BookTok, onde as hashtags "#FourthWing" e "#RebeccaYarros" somam mais de um bilhão de visualizações. Essa popularidade o colocou em primeiro lugar na lista de mais vendidos da Amazon, bem como o primeiro lugar na lista de mais vendidos do The New York Times, onde permaneceu por 18 semanas. Foi creditado por ajudar a popularizar o gênero " romantasia ", que mistura elementos de gêneros de romance e fantasia.
Kimberly Terasaki, do The Mary Sue, relatou sobre um fenômeno dentro do fandom de Quarta Asa, que retratam Xaden como branco na fan art, apesar de ele ser descrito como de pele escura no livro. A autora também comentou sobre este acontecimento, afirmando que o personagem não foi criado para ser branco.
A sequência, Chama de ferro, foi publicada no Brasil em 19 de agosto de 2024. O terceiro livro, Tempestade de ônix, está previsto para ser lançado mundialmente em 22 de janeiro de 2025.

## Adaptação
Em outubro de 2023, foi divulgado que pela Variety que uma adaptação da saga para a TV estaria em andamento, sendo produzida pela Amazon MGM Studios .

Outra informação revelada foi que a Amazon e a Outlier Society adquiriram os direitos de todos os livros da saga, bem como que Rebecca Yarros e Liz Pelletier seriam as produtoras executivas da série.